# Smithfield (Carolina del Norte)
Smithfield es un pueblo ubicado en el condado de Johnston en el estado estadounidense de Carolina del Norte. Según las estimaciones del año 2008 tenía una población de 12.965 habitantes y una densidad poblacional de 389 personas por km². Es la sede del condado de Johnston.

## Geografía
Smithfield se encuentra ubicado en las coordenadas 35°30′33″N 78°20′47″O / 35.50917, -78.34639.

## Demografía
Según la Oficina del Censo en 2000 los ingresos medios por hogar en la localidad eran de $27.813, y los ingresos medios por familia eran $37.929. Los hombres tenían unos ingresos medios de $29.567 frente a los $24.440 para las mujeres. La renta per cápita para la localidad era de $18.012. Alrededor del 14.5% de las familias y del 20.6% de la población estaban por debajo del umbral de pobreza.

## Cultura
En Smithfield se encuentra el Museo Ava Gardner.

## Personas célebres de Smithfield
- Ava Gardner - actriz
- Barry Foote - receptor de béisbol
- Gregory Helms - luchador profesional
- Neal Lancaster - golfista profesional
- Amber O'Neal - luchadora profesional
- Edward W. Pou - congresista
- Ray Tanner - mánager de béisbol